# Distrito de Kuji (Ibaraki)
 Distrito de Kuji (久慈郡  Kuji-gun?) es un distrito de la Prefectura de Ibaraki en Japón. 

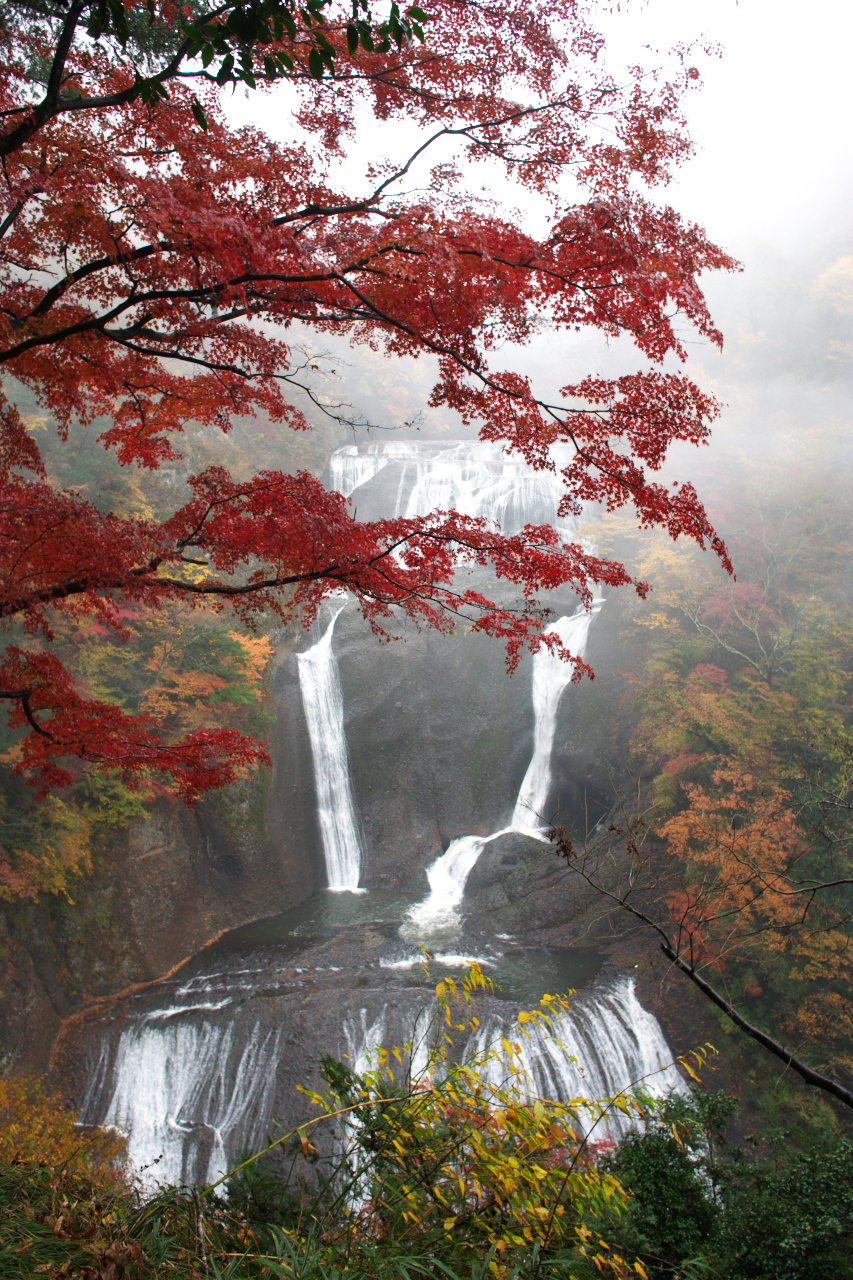
Cataratas Fukuroda en Daigo

El Distrito de Kuji se compone de tan solo una población, llamada Daigo; después de la desmembración ocurrida en el distrito en el año 2004, mencionada a continuación.
El 1 de diciembre de 2004 se separaron del Distrito de Kuji, el pueblo de Kanasagō (金砂郷町 Kanasagō-machi) y las villas de Satomi (里美村 Satomi-mura) y Suifu (水府村 Suifu-mura),  que fueron anexadas a la ciudad de  Hitachiōta y expandieron está última ciudad en tamaño.

Al 1 de diciembre de 2013, el distrito tenía una  población de 18.731 habitantes y una densidad poblacional de 57,5 personas por km². La superficie total del distrito es de 325,78 km².